# Suzanne Avril
Pour les articles homonymes, voir Avril (homonymie).
Suzanne Avril est le nom de scène de Suzanne Garnier de la Roche Tardieu de Maleissye, née le 14 septembre 1868 dans le 16e arrondissement de Paris et morte le 6 juillet 1948 dans le 9e arrondissement de Paris, actrice de théâtre et de cinéma muet de la Belle Époque.

## Biographie
Suzanne Berthe Demontgron est née de père et de mère inconnus. Le 13 octobre 1878, elle est reconnue par Marie-Joseph Alexis Sainte-Suzanne Garnier, comte de La Roche. Le 28 avril 1914, Suzanne Garnier de La Roche est adoptée par Marie Joséphine Tardieu de Maleissye, divorcée du marquis Rainulphe d'Osmond,,.
En 1889, elle est l'élève de Mme Armand Richault qui dirige un cours de diction théâtrale et de préparation aux examens du conservatoire.
Elle débute au Vaudeville en 1892 et y joue entre autres rôles ceux de Léonie dans Clara Soleil, de la reine de Naples dans Madame Sans-Gène, de la Baronne dans Lolotte. Au Gymnase, elle reprend le rôle d'Emmeline dans le Fils de Famille. En 1896, elle joue devant le tsar Nicolas II de Russie, au gala de Versailles, Lolotte, avec Réjane; Elle crée Madame Atkins dans Pamela. puis Madame Dufresnes dans Zaza, Elèna dans le Calice, Nicole Mairieux dans Georgette Lemeunier, Miss Bell dans le Lys rouge et Mme de Béarn dans Madame de Lavalette, Thérèse.Gérard dans le Beguin, La reine Caroline dans Madame Sans-Gène.
En 1904, elle joue au Lyric Theater à New York avec Réjane et Jeanine Kelm.

## Théâtre

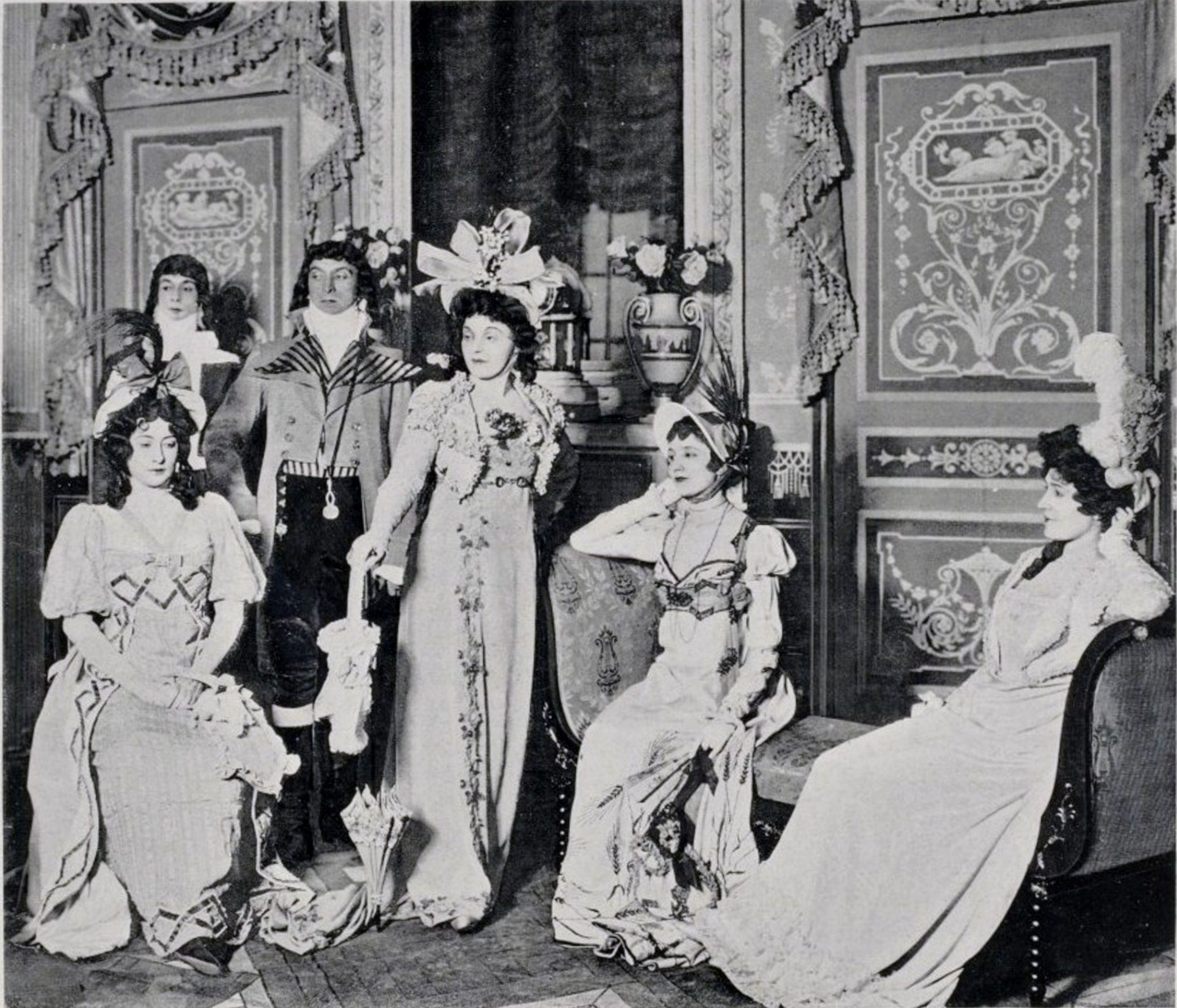
Suzanne Avril, dans Pamela, marchande de frivolités.De gauche à droite : Suzanne Avril (Madame Atkins), Pierre Magnier (Bergerin), Réjane (Pamela), Camille-Gabrielle Drunzer (Joséphine) et Aimée Martial (Madame Tallien).

- 1892 : Le Fils des Étoiles, de Joséphin Peladan, créé le 19 mars, aux soirées de la Rose-Croix, Izel[7],[8].
- 1892 : Les Joyeuses commères de Paris, de Catulle Mendès et Georges Courteline, au Nouveau-Théâtre, Junon[9],[10].
- 1892 : Les Paroles restent, de Paul Hervieu, au théâtre du Vaudeville[11].
- 1893 : Madame Sans-Gêne, de Victorien Sardou et Émile Moreau, créée le 27 octobre au théâtre du Vaudeville, Mme de Vintimille[12].
- 1894 : Un Fils de famille, de Bayard et Bieville, reprise au Gymnase, Emmeline[13].
- 1895 : L'un pour l'autre, d'Adolphe Aderer, création au Gymnase, Duchesse de Clarence[14].
- 1895 : Voila Monsieur !, de Jacques Normand, 19 janvier au Gymnase, Hortense[15],[16].
- 1896 : Douloureuse, de Maurice Donnay, création au théâtre du Vaudeville[17].
- 1896 : Lysistrata, de Maurice Donnay, créé le 6 mai, au théâtre du Vaudeville, Myrrhine.
- 1896 : Lolotte, d'Henri Meilhac et Ludovic Halévy, au théâtre du Vaudeville, La Baronne[18].
- 1896 :  Divorçons !, de Victorien Sardou et Émile de Najac, 19 décembre, au théâtre du Vaudeville,  Mme de Brionne[19],[20].
- 1897 : Rosine, d'Alfred Capus au Gymnase[21],[22],[23].
- 1898 : Pamela, marchande de frivolités, de Victorien Sardou, au théâtre du Vaudeville, Mme Atkins[24],[25].
- 1898 : Georgette Lemeunier, de Maurice Donnay, crée le15 décembre, au théâtre du Vaudeville, Nicole Mairieux[20].
- 1899 : La Bonne hôtesse, d'Ambroise Janvier et Marcel Ballot, créé le 28 septembre, au théâtre du Vaudeville, Mme de Glissoles[26].
- 1900 : Ma Cousine, d'Henri Meilhac, reprise au théâtre du Vaudeville[27].
- 1900 : Madame Sans-Gêne, de Victorien Sardou et Émile Moreau, 22 mai reprise au théâtre du Vaudeville, la reine Caroline[28],[29].
- 1901 : La Pente douce, de Fernand Vandérem, 20 mars, au théâtre du Vaudeville, Mme Djareskine[30],[31].
- 1901 : 1807, d'Adolphe Aderer et Armand Ephraïm, 18 décembre, reprise au théâtre du Vaudeville[32].
- 1902 : Le Masque, d'Henry Bataille, créé le 24 avril, au théâtre du Vaudeville[33].
- 1902 : La Visite de Maman, de W Canaple, 13 octobre, au théâtre du Vaudeville, Marthe[34].
- 1902 : Madame Sans-Gêne, de Victorien Sardou et Émile Moreau, 10 novembre, reprise au théâtre du Vaudeville, la reine Caroline[35].
- 1902 : Le Joug, d'Albert Guinon et Jeanne Marni, créé le 28 novembre, au théâtre du Vaudeville, Mme de Brauver[35].
- 1903 : Heureuse, de Maurice Hennequin et Paul Bilhaud, créé le 27 février, au théâtre du Vaudeville, Hélène Grisolles[36].
- 1903 : La Neige, de H.G. Ibels et Pierre Morgand, 29 avril, au théâtre du Vaudeville, Mme Maréchal[37].
- 1903 : Yvette, de Pierre Berton, d'après Maupassant, reprise le 15 mai, au théâtre du Vaudeville, la Baronne Van den Brock[38].
- 1903 : La Carrière, d'Abel Hermant, reprise le 15 septembre, au théâtre du Vaudeville[39],[40].
- 1903 : Antoinette Saubrier, de Romain Coolus, créé le 22 octobre, au théâtre du Vaudeville, Marcelle Candes[41],[42],[43].
- 1906 : La Piste, de Victorien Sardou, 15 février, au théâtre des Variétés, Hortense Mirival[44],[45],[46].
- 1906 : La Savelli, de Max Maurey, création le 15 décembre, au théâtre Réjane, Mme de Bernis[47],[48].
- 1907 : La Course du flambeau, de Paul Hervieu, crée le 7 février, au théâtre Réjane, Mme Ponthionne.
- 1907 : Raffles, d'Ernest William Hornung et Eugène Presbey, traduction de Stany Oppenheim, créé le 15 juin, au  théâtre Réjane, Mme Vidal[49].
- 1907 : Paris-New York, de Francis de Croisset et Emmanuel Arène, au  théâtre Réjane, Princesse d'Herzegocie.
- 1908 : La Rafale, d'Henry Bernstein, reprise au théâtre Réjane.
- 1909 : L'Éventail de Lady Windermere, d'Oscar Wilde, adaptation de Remon et Chalençon, création le 7 mai, au théâtre des Arts, Mme Erlynne[50],[51],[52].
- 1909 : Madame Margot, d’Émile Moreau et Charles Clairville, crée le 23 décembre, au théâtre Réjane, Marie de Médicis[53],[54].
- 1911 : La plus heureuse des trois, de Jacques Vincent, créé le 22 novembre, au théâtre Réjane, Baronne d'Ausart[55],[56].
- 1911 :  Léonie est en avance ou Le Mal joli, de Georges Feydeau, création le 9 décembre, à la Comédie Royale[57].
- 1913 :  Madame Sans-Gêne, de Victorien Sardou et Émile Moreau, reprise le 9 décembre, au  théâtre Réjane, La Reine de Naples[58].
- 1914 : Léonie est en avance ou Le Mal joli, de Georges Feydeau, reprise le 7 septembre au théâtre Michel, Mme Champrinet[59].
- 1916 : Un Père prodigue, d'Alexandre Dumas fils, reprise au théâtre Réjane, Mme Godefroy[60],[61].
- 1917 : Madame Sans-Gêne, de Victorien Sardou et Émile Moreau, reprise au théâtre Réjane[62],[63].
- 1919 : A bon chat, de Pierre Veber et Max Marcin, Théâtre du Gymnase[64],[65].
- 1920 : La Fille sauvage, de François de Curel, reprise au théâtre du Vaudeville[66].
- 1920 : Nono, de Sacha Guitry, reprise aux Mathurins[67].
- 1920 : Je t'aime, de Sacha Guitry, créée le 12 octobre au théâtre Édouard VII, une maîtresse de maison[68],[69].

## Filmographie partielle
- 1909 : Les Fils du garde chasse
- 1910 : L'Évadé des Tuileries (ou Une Journée de la Révolution) d'Albert Capellani
- 1915 : L'Instinct

## Iconographie
Auguste Seysses sculpte son buste pour le salon des artistes français de 1902.